# 초콜렛 도넛
《초콜렛 도넛》(영어: Any Day Now)은 2012년 공개된 미국의 영화이다.

## 출연

### 주연
- 알란 커밍
- 아이작 레이바
- 가렛 딜라헌트

### 조연
- 프란시스 피셔
- 그레그 헨리
- 제이미 앤 올먼
- 크리스 멀키
- 돈 프랭클린
- 켈리 윌리암스
- 알랜 라킨즈
- 민디 스테어링
- 마이클 누리
- 제프리 피어스
- 앤 오쉐어
- 루이스 롬바디
- 클라이드 쿠사추
- 도나 W. 스콧
- 랜디 톰슨
- 에즈라 버징튼
- 커크 폭스
- 더그 스피어맨
- 조 하워드
- 카말라 로페즈
- 에드워드 제임스 게이지
- 조이 뉴먼
- 제프 라스

## 기타
- 프로듀서: 크리스틴 파인
- 프로듀서: 트래비스 파인
- 프로듀서: 리암 핀
- 프로듀서: 칩 후리핸
- 협력프로듀서: 조지 아서 블룸
- 사운드슈퍼바이저: 스콧 마틴 거쉰
- 미술: 엘리자베스 가너
- 분장팀: 크리스토퍼 베넥
- 의상: 사만다 쿠에스터
- 섭외: 앤야 콜로프
- 섭외: 마이클 V. 니콜